# 한국선물거래소
한국선물거래소(韓國先物去來所, KOFEX)는 가격변동에 따른 위험을 관리하기 위한 목적으로 선물거래법에 근거하여 설립된 특별법인으로서, 선물, 옵션 상품을 거래하는 기관이었다. 부산광역시 동구 범일동에 위치했다. 1999년 4월부터 KOSPI200 선물옵션이 거래되기 시작했으며, 금리, 환율, 주가지수, 금속 등에서 파생된 선물거래, 옵션계약같은 상품이 상장되어 거래되었다. 2004년 한국증권선물거래소에 합병, 선물시장본부로 변경되었고 2009년 한국거래소 파생상품시장이 되었다.

## 같이 보기
- 한국증권선물거래소